# Metteniusa edulis
Metteniusa edulis — вид цветковых растений рода Меттениуса. Занесён в красную книгу.
Произрастает в Эквадоре и Венесуэле. Также встречается в Андах Колумбии и в изолированном горном массиве Сьерра-Невада-де-Санта-Марта.
Съедобен, что отражено в названии edulis. Одним из основных распространителей являются птицы. Семена растения могут без повреждения распространяться через пищеварительный тракт животных (Эндозоохория).
Растение, предположительно, является ветроопыляемым.
Известны 4 субпопуляции, расположенные в необитаемых местах или на охраняемых территориях. Вероятность вымирания низкая.